# Odette Godeau
Pour les articles homonymes, voir Godeau.
Odette Godeau (Odette Marie Godeau) est une harpiste française, née à Paris 5e le 8 mai 1895 et morte le 14 décembre 1987 à Paris 4e,.

## Biographie
Élève d'Alphonse Hasselmans puis de Marcel Tournier au Conservatoire national supérieur de musique et de danse de Paris, elle fut reçue première à l'unanimité en 1912 et remporta le Premier Prix du Conservatoire en 1915 devant un jury présidé par Gabriel Fauré.
Pendant la Première Guerre mondiale, elle participa à de nombreux galas pour la Croix-Rouge. À partir de 1919, elle fit d'importantes tournées en Afrique du Nord (Algérie, Maroc, Tunisie) où elle joua avec les orchestres symphoniques d'Alger, Oran, Constantine et Tunis. Elle est alors reconnue comme une musicienne de talent et une excellente interprète des œuvres de Debussy, Fauré, Saint-Saëns, Pierné, et Mozart notamment. Cette notoriété lui permettra d'organiser des concerts sous son nom, les Concerts Godeau.
Elle rencontre Camille Saint-Saëns avec lequel elle joue, et se lie d'amitié avec Ham Nghi (1871-1943), prince d'Annam, alors en exil à Alger.
Rentrée en France en 1924, elle sera soliste de la Radio Française sur Radio Tour Eiffel, et en concert à Paris, Biarritz, Marseille, Pau, Saint-Sébastien en Espagne notamment.
En 1937, elle repart pour une tournée en Algérie, puis dans le sud de la France (en particulier au Pays Basque) pendant l'Occupation, où elle accompagne la cantatrice Madeleine Barbreau et la danseuse Simone Fiorenzia (disciple d'Isadora Duncan).
Lily Laskine n'hésitera pas à faire appel à elle.

## Sources
- Association internationale des harpistes et amis de la harpe - (AIHAH).